# 백붕제
백붕제(白鵬濟, 1910년 2월 19일 ~ 1950년 7월 20일)는 일제강점기의 관료, 법조인이다. 평안북도 정주군 출신으로, 백병원 설립자인 외과의사 백인제의 동생이다. 백낙환과 백낙청의 아버지이다.

## 생애
1910년 2월 19일 정주 오산학교와 1930년 3월 일본 에히메현의 마쓰야마고등학교를 졸업한 후, 1930년 4월 일본 교토 제국대학에 입학하여 1933년 3월 졸업했다. 이후 귀국해 1934년 11월 일본 고등문관시험 사법과에, 1935년 10월에는 행정과에 합격했다. 재직 중이던 1936년부터 경상북도 내무부 지방과로 옮겨 1937년 7월까지 경상북도 내무부 지방과 속 겸 의성군 속을 지냈다. 1937년 7월 군수로 승진해 경상북도 군위군수로 발령받았다. 경상북도 산업부 이사관을 지내는 등 조선총독부 관리로 근무했다. 재직 당시 중일전쟁이 일어나자 군수품 공출을 지휘 하였고 이의 공을 인정받아 〈지나사변공적조서〉에 신상의 성함이 올랐다. 
광복 후에는 서울에서 변호사로 일하면서 백인제와 함께 백병원을 설립하고, 출판사인 수선사(首善社)를 운영해 문학서적을 출간하는 등 활발히 활동했다. 그러나 1950년 한국 전쟁이 발발하여 백인제가 체포되면서 함께 서울형무소에 수감되었다가 납북되었다. 이때 백인제도 납북되어 형제가 함께 실종되었다.
일찍 사망한 첫 부인에게서 얻은 맏아들이 인제대학교 설립자 백낙환이며, 차남인 백낙청은 서울대학교 교수를 지내는 등 한국의 평론가로 알려져 있다. 3남 백낙서가 김치열의 딸과 결혼하여 백붕제와 김치열은 사돈 사이이다.

## 사후
2008년 공개된 민족문제연구소의 친일인명사전 관료 부문에 포함되었다.

## 가족관계
- 부 : 백희행(白禧行, 1869년 ~ 1954년)
- 모 : 청주 한씨(淸州韓氏), 한응모(韓應模)의 딸
  - 형 : 백용제(白龍濟, 1887년 ~ 1909년)
  - 형 : 백봉제(白鳳濟, 1896년 ~ 1946년)
  - 형 : 백인제(白麟濟, 1898년 1월 28일 ~ ? ), 의사, 백병원 설립자
    - 조카 : 백낙조(白樂朝, 1934년 ~ 2000년), 독일 본대 의학박사

  - 부인 : 안숙온( ? ~ 1927년), 순흥 안씨(順興安氏) 안병탁(安炳卓)의 딸
    - 아들 : 백낙환(白樂晥, 1926년 ~ 2018년 ), 인제대 이사장

  - 계실 : 최귀란(1911년 ~ ? ), 월성 최씨(月城崔氏) 최세진(崔世軫)의 딸
    - 아들 : 백낙청(白樂晴, 1938년 ~ ), 서울대 명예교수, 6.15공동선언실천 남측위원장
    - 며느리 : 한지현, 대학교수
    - 아들 : 백낙돈(白樂曒, 1939년 ~ )
    - 아들 : 백낙서(白樂曙, 1945년 ~ ), 인제대 석좌교수
    - 며느리 : 김윤희(金潤喜, 1949년~ ), 대학교수 (김치열의 딸)

## 같이 보기
- 백인제
- 백낙환
- 백낙청

## 참고자료
- 백낙환 (2001년 7월 2일). “[나의 사업이야기] 백낙환 인제학원.백병원 이사장 (1)”. 매일경제. 2007년 12월 14일에 확인함.
- 백낙환 (2001년 7월 4일). “[나의 사업이야기] 백낙환 인제학원.백병원 이사장 (3)”. 매일경제. 2007년 12월 14일에 확인함.
- 신재경 기자 (2007년 5월 31일). “백병원 백낙환 이사장 자서전 발간 - <영원한 청년정신으로>에 80년 인생 담아”. 메디컬 월드뉴스. 2007년 12월 14일에 확인함.[깨진 링크(과거 내용 찾기)]
- “백붕제 기념 출판문화 진흥재단 설립” (PDF). 인제대소식. 2002년 1월 11일. 3면. 2007년 12월 14일에 확인함.